# Velika Pisanica
Velika Pisanica es un municipio de Croacia en el condado de Bjelovar-Bilogora.

## Geografía
Se encuentra a una altitud de 160 m s. n. m. a 109 km de la capital nacional, Zagreb.

## Demografía
En el censo 2011 el total de población del municipio fue de 1781 habitantes, distribuidos en las siguientes localidades:
- Babinac -  321
- Bačkovica - 46
- Bedenička - 16
- Čađavac -  81
- Nova Pisanica - 59
- Polum -  39
- Ribnjačka -  154
- Velika Pisanica - 1 065

| Gráfica de población de Velika Pisanica 1857-2011                   |
|                                                                     |
| Según los censos de población de la oficina estadística de Croacia. |